# Claude Brosset
Claude Brosset (Juvisy-sur-Orge, 1943. december 24. – Pontoise, 2007. június 25.) francia film-, televíziós és színházi színész. A filmekben gyakorlatilag csak mellékszereplőként tűnik fel.

## Élete és munkássága
Vidéki családban született Île-de-Franceban. Már elég korán elkezdett érdeklődni a színészi szakma után és a Nemzeti Színművészeti Konzervatóriumban sajátította el a szakma fortélyait, tanítója volt többek között a kor neves színművésze, Fernand Ledoux. A klasszikus vígjáték és modern komédia kategóriában első helyezést, míg a tragédia kategóriájában második helyezést ért el. Első szerepét 20 éves korában játszotta, a Lazare Iglesis által rendezett Shakespeare vígjátékban, a Windsori víg nők-ben. Ezután több mint száz mozi és televíziós filmben tűnik fel, így bűnügyi filmekben is Jean-Paul Belmondo mellett, akihez baráti viszony is fűzte. Közös filmjeik a Zsaru vagy csirkefogó?, A fejvadász, Ellenségem holtteste, A kívülálló, illetve Az utolsó kalandor.
Brosset nemcsak remek színészi képességekkel bírt, de értett a bűvészethez is, ezt a tudását felhasználta a filmjeiben is. Az 1990-es években tulajdonába került a Le Cyrano nevű étterem, a dél-franciaországi Carcassonneban, melyek két kollégájának, Philippe Noiret-nak és Pierre Richardnak is törzshelye lett. Megemlíthető még, hogy Richard egyik klasszikus vígjátékában, az Olajlépés-ben is szerepelt Brosset 1978-ban, a féltékeny Gustave parasztgazda szerepében, azt megelőzően pedig a Kakaskodó kakasfogóban, 1971-ben.
Az 1970-es és 1980-as években a Jean Yanne-féle kalandfilmekben látható, de fontos még említeni a Laurence Olivier-vel és Diane Lane-nel készült Egy kis romantika c. amerikai-francia romantikus vígjátékot. A Jaques Weberrel készült Monte Cristo grófja c. 1979-es tévésorozatban a katalán kocsmáros, Caderousse-t formálta meg. Rendszerint Ermontban élt, a Callais nevű városrészben állt egy pavilonja.
Mellékszereplőként is sikerült nagy ismertségre szert tennie. A színházban viszont már többször lépett fel főszerepekben, gyakran játszotta például Falstaff-ot.
A pontoise-i kórházban hunyt el rákban. Nyughelye a párizsi Père-Lachaise temetőben van.